# John Brennan (Leichtathlet)
John Brennan (John Joseph Brennan; * 17. Juli 1879 in Irland; † 21. Februar 1964 in West Allis) war ein US-amerikanischer Weit- und Dreispringer.
Bei den Olympischen Spielen 1908 in London wurde er mit seiner persönlichen Bestleistung von 6,86 m Fünfter im Weitsprung. Im Dreisprung wurde er Achter mit 13,59 m. Seine Bestleistung in dieser Disziplin hatte er mit 13,84 m bei der US-Olympiaqualifikation am 29. Mai 1908 in Chicago aufgestellt.
John Brennan startete für die Marquette University.